# Bandera de La Guajira
La bandera de La Guajira es el principal símbolo oficial del departamento colombiano de La Guajira. Es usado de forma oficial por el gobierno y la Asamblea departamental, además de por los Gobiernos municipales que conforman dicha entidad subnacional.

## Historia
La bandera era usada por la Intendencia de La Guajira —entidad predecesora— y fue ratificada  por la Ordenanza 28 del 29 de septiembre de 1966. Este emblema fue modificado por última vez en 1994 por la Ordenanza 052.

## Disposición y significado de los colores
Está compuesta por dos franja de colores horizontales distribuidas equitativamente. El verde en la parte superior; y en posición contraria, el blanco. De este modo, no incluye ningún otro símbolo.
Interpretación
El color verde simboliza la esperanza de los agricultores, «en la siembra y la crianza de sus cultivos». El blanco simboliza la pureza de la población indígena,  «conocidos por ser pacífica y noble»; y a la vez representa algunos de los recursos naturales más importantes del departamento: la sal marina y las perlas.